# Anomala binotata
Anomala binotata es una especie de escarabajo del género Anomala, familia Scarabaeidae. Fue descrita científicamente por Gyllenhal en 1817.
Esta especie se encuentra en América del Norte. 